# تولیدکننده تجهیزات اصلی
تولیدکننده اصلی تجهیزات (انگلیسی: Original equipment manufacturer) به اختصار اوئی‌ام (OEM) اصطلاحاً شرکتی است که یک قطعه را به عنوان محصول اصلی شرکت تولید می‌کند و این محصول به عنوان مواد اولیه برای تولید یک محصول دیگر در شرکتی دیگر مورد استفاده قرار می‌گیرد. برای مثال: اگر شرکتی کابل برق تولید کند و این کابل‌های برق در رایانه‌های آی‌بی‌ام استفاده شوند، در اینصورت این شرکت یک تولیدکننده تجهیزات اصلی است.
با این حال، این اصطلاح به چند روش دیگر استفاده می‌شود که باعث ابهام می‌شود. گاهی این معنی را می‌دهد که سازنده یک سیستم که شامل زیر سیستم‌های دیگر شرکت‌ها است، تولیدکننده محصول نهایی است یک تولیدکننده تجهیزات اصلی است، مثلاً در بخش خودرو شرکتی که با استفاده از قطعات تولیدی دیگر شرکت‌ها خودرو را به عنوان محصول نهایی خود مونتاژ می‌کند یا نمایندگی فروش ممکن است به اشتباه تولیدکننده تجهیزات اصلی یا اوئی‌ام خوانده شوند.
اصلاح OEM برای نرم‌افزارهای کامپیوتری هم کاربرد دارد و بیشتر ار همه جا در سیستم عامل ویندوز این اصطلاح دیده می‌شود. چون بیشتر سازنده‌های کامپیوتر در کارخانه بر روی کامپیوترهای خود ویندوزهای اورجینال که ساخت مایکروسافت است را نصب می‌کنند و به همین علت اصطلاح OEM در قسمت مشخصات ویندوز زیاد دیده می‌شود. در این کامپیوترها در هنگام بوت ویندوز به جای لوگوی مایکروسافت، لوگوی سازنده کامپیوتر نمایش داده می‌شود.